# Michael C. Hall
Michael Carlyle Hall (født 1. februar 1971) er en amerikansk skuespiller, bedst kendt for rollen som bedemanden David Fisher i Six feet under og seriemorderen Dexter Morgan i Dexter .
Michael C. Hall har vundet adskillige priser for sine præstationer som skuespiller, heriblandt en Golden Globe tildeling.
Udover TV-serier har Michael C. Hall desuden optrådt på teater og bl.a. medvirket i filmene "Paycheck" og "Gamer".